# Vite-vite-camurça
Hylophilus muscicapinus é uma espécie de ave da família Vireonidae.
Pode ser encontrada nos seguintes países: Bolívia, Brasil, Guiana Francesa, Guiana, Suriname e Venezuela.
Os seus habitats naturais são: florestas subtropicais ou tropicais húmidas de baixa altitude.